# Огненная ночь
«О́гненная ночь» (нем. Feuernacht, итал. Notte dei fuochi) — акция против принудительной итальянизации Южного Тироля, произошедшая в ночь на 12 июля 1961 года, когда было взорвано 37 опор линий электропередачи. Эту дату считают одним из поворотных моментов в истории Южного Тироля.

## Предыстория
После падения фашистского режима в Италии казалось, что ситуация с неиталоговорящими меньшинствами в Италии улучшается. Однако значительная часть населения не была готова принять существовавшее при Муссолини положение вещей. Несмотря на то, что основные вопросы были решены согласно Парижскому договору 1947 года, практически его условия в полной мере не выполнялись. К тому же, многие немецкоговорящие жители Южного Тироля стремились разорвать связь с Италией и снова присоединить регион к Австрии. Начиная с 1957 года небольшие группы начали подготовку к достижению своей цели силовым путём. «Огненная ночь» была отправной точкой серии акций, проходивших в 1960-х. Эти акции были спланированы и проведены группой «Комитет освобождения Южного Тироля», которую возглавляли Зепп Кершбаумер (нем. Sepp Kerschbaumer) и Норберт Бургер. Особенностью организованных им акций было стремление избежать ранения или гибели людей; акции были направлены против зданий (ратуши, полицейские участки) или сооружений и проводились ночью, когда уменьшалась вероятность случайных человеческих жертв.

## Цель
Целью нападений было, в первую и в главную очередь, сообщить миру о проблеме Южного Тироля. Подрыв опор ЛЭП обесточил промышленную зону Боцен — Больцано, прекратил подачу электричества, которое служило своего рода символом насильственной итальянизации в годы фашистского режима. Эта цель не была достигнута в течение «Огненной ночи», но мировая общественность действительно узнала о положении германоязычной общины в Южном Тироле. Немедленными ответными действиями итальянских властей было массивное увеличение военного и полицейского присутствия в регионе. Месяцем спустя была предпринята попытка новой «Огненной ночи», и подача электричества действительно была прекращена в промышленный район на севере Италии, остановились поезда международного сообщения. На Италию было оказано значительное международное давление.